# Corinna kochi
Corinna kochi là một loài nhện trong họ Corinnidae.
Loài này thuộc chi Corinna. Corinna kochi được Eugène Simon miêu tả năm 1898.